# روباه رنگ‌پریده
روباه رنگ‌پریده (نام علمی: Vulpes pallida) نام یک گونه از سرده روباه‌ها است.